# Valdimar Grímsson
Valdimar Grímsson (* 5. Dezember 1965 in Island) ist ein ehemaliger isländischer Handballspieler. Mit 1903 Treffern hat er die meisten Tore seit Bestehen der höchsten isländischen Spielklasse erzielt.
Mit der isländischen Nationalmannschaft nahm der Rechtsaußen an den Olympischen Spielen 1992 in Barcelona teil und wurde dank seiner 35 Treffer Vierter. Bei der Handball-Weltmeisterschaft der Männer 1997 in Japan wurde er als drittbester Torschütze mit 52 Toren ins All-Star-Team gewählt. Bei der Handball-Europameisterschaft 2000 wurde er mit 41 Treffern zweitbester Torschütze. Insgesamt erzielte er 940 Tore in 271 Länderspielen.
Mit Valur Reykjavík holte er 1988, 1989 und 1991 die isländische Meisterschaft und 1988, 1990, 1993 den Pokal. Mit KA Akureyri gewann er 1995 den Pokal und 1997 die Meisterschaft.